# Povelja Ujedinjenih naroda
Povelja Ujedinjenih naroda potpisana je 26. lipnja 1945. na konferenciji u San Franciscu od strane 50 zemalja. Stupila je na snagu 24. listopada 1945. godine.
Povelja sadrži 19 poglavlja plus Statut međunarodnog suda od čega je najbitnije prvo poglavlje u kojem su definirani ciljevi (prvi član) i načela organizacije (drugi član).
Ciljevi organizacije UN-a su: očuvanje međunarodnog mira i sigurnosti te miroljubivo rješavanje međudržavnih sporova u skladu s načelima međunarodnog prava. Razvijanje prijateljskih odnosa među narodima koje temelji na načelu jednakosti svih naroda, poticanje međunarodnog ekonomskog, kulturnog te socijalnog djelovanja s ciljem stvaranja zajedničkih interesa zbog čega će teže dolaziti do konflikata. 
U drugom se članu navode načela na kojima temelji organizacija i koje je potrebno poštovati kako bi se mogli ostvariti ciljevi: 
- poštovanje načela suverene jednakosti svih država koje su jednake bez obzira na veličinu,
- dužnost država da u dobroj vjeri poštuju obaveze koje nalaže Povelja,
- rješavaju svoje sporove na miroljubivi način kako se ne bi ugrozio međunarodni mir i sigurnost
- suzdržavajući se prijetnji oružanom silom protiv teritorijalne cjelovitosti te političke neovisnosti bilo koje druge države članice ili države nečlanice UN-a (upotreba sile dozvoljena je samo u slučaju samoobrane jer svaki narod ima pravo do samoobrane te do neke mjere u slučajevima oslobodilačkih pokreta).
- sve države članice UN-a obavezne su pomagati organizaciji pri njezinim akcijama te se suzdržavati davanja pomoći državama prema kojima UN u bilo kojem trenutku zbog opravdanih razloga usmjeri sankcije.
- organizacija je dužna osigurati da će i države nečlanice poštovati načela i ciljeve sadržane u Povelji u svrhu očuvanja međunarodnog mira i sigurnosti.
- organizacija UN-a ne smije se miješati u unutarnje poslove država članica iako to načelo ne isključuje upotrebu prisilnih mjera po sedmom poglavlju (akcije u slučaju ugrožavanja međunarodnog mira i agresivnog djelovanja). Posljednje načelo vrijedi do trenutka dok država ne ugrožava ljudska prava odnosno ljudski život.

U ostalih 18 poglavlja definirano je: 
- članstvo (drugo poglavlje),
- organi (treće poglavlje),
- sastav Generalne skupštine (četvrto poglavlje),
- sastav Vijeća sigurnosti (peto poglavlje),
- mirno rješavanje sporova (šesto poglavlje),
- akcije u slučaju ugrožavanja međunarodnog mira i sigurnosti te agresivnog djelovanja (sedmo poglavlje),
- regionalni dogovori (osmo poglavlje),
- međunarodno ekonomsko i socijalno surađivanje (deveto poglavlje),
- sastav Ekonomskog i socijalnog vijeća (deseto poglavlje),
- Deklaracija glede nesamoupravnih teritorija (jedanaesto poglavlje),
- međunarodni skrbnički sistem (dvanaesto poglavlje),
- sastav Skrbničkog vijeća (trinaesto poglavlje),
- Međunarodni sud (četrnaesto poglavlje),
- Tajništvo UN-a (petnaesto poglavlje),
- razne odredbe (šesnaesto poglavlje),
- prijelazne odredbe glede sigurnosti (sedamnaesto poglavlje) i
- ratifikacija i potpis (osamnaesto poglavlje).